# Symphoricarpos albus

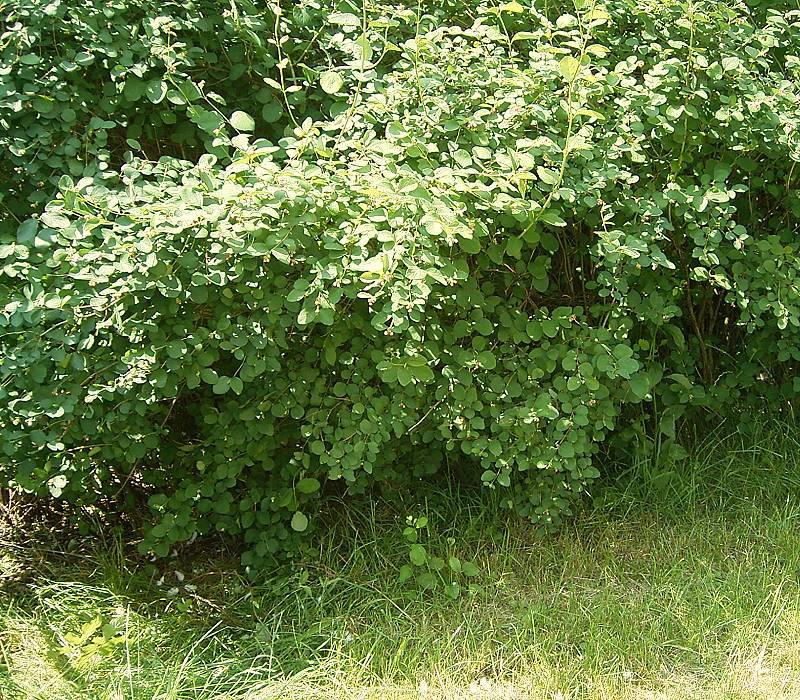
Vista de la planta

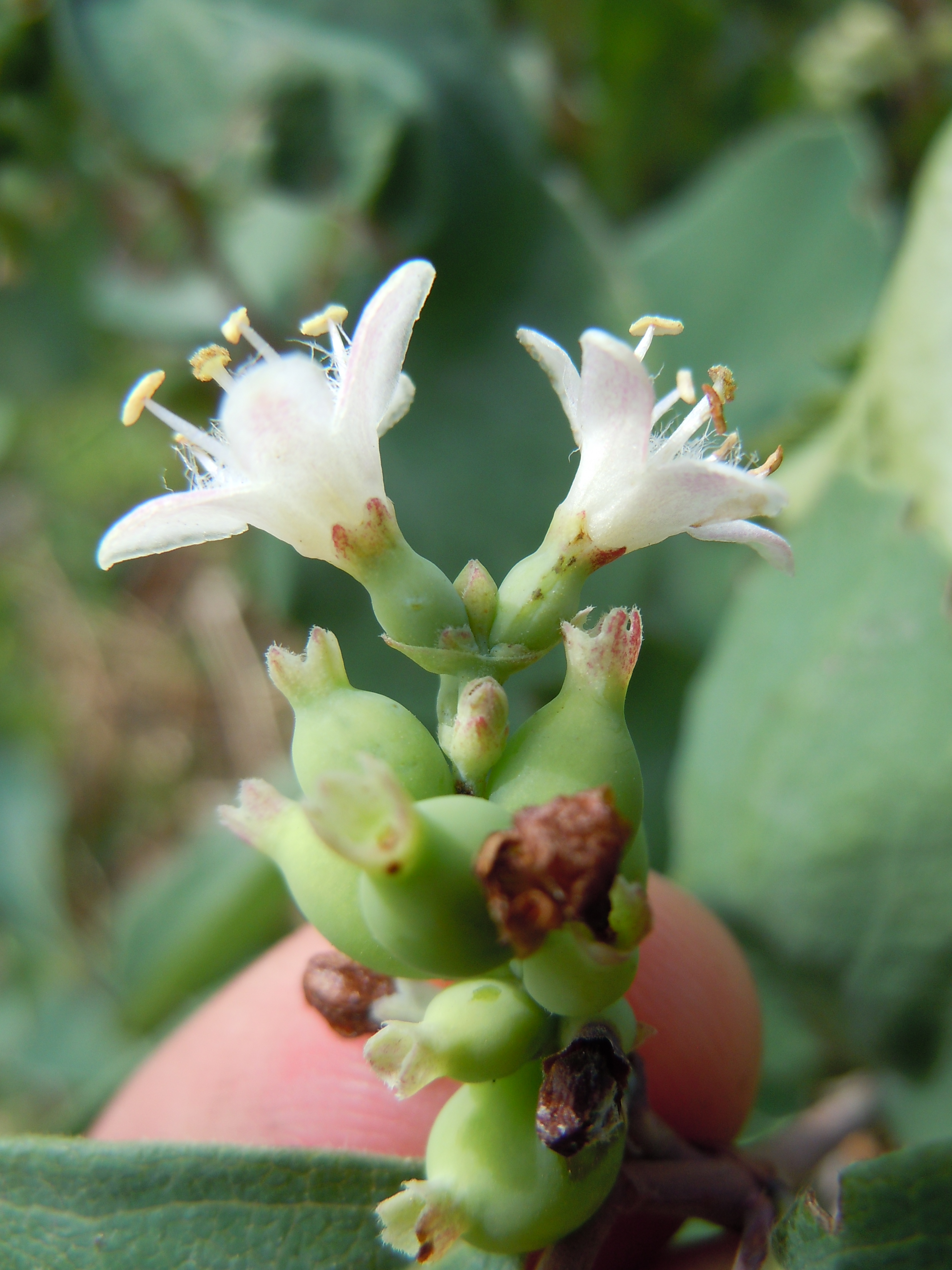
Detalle

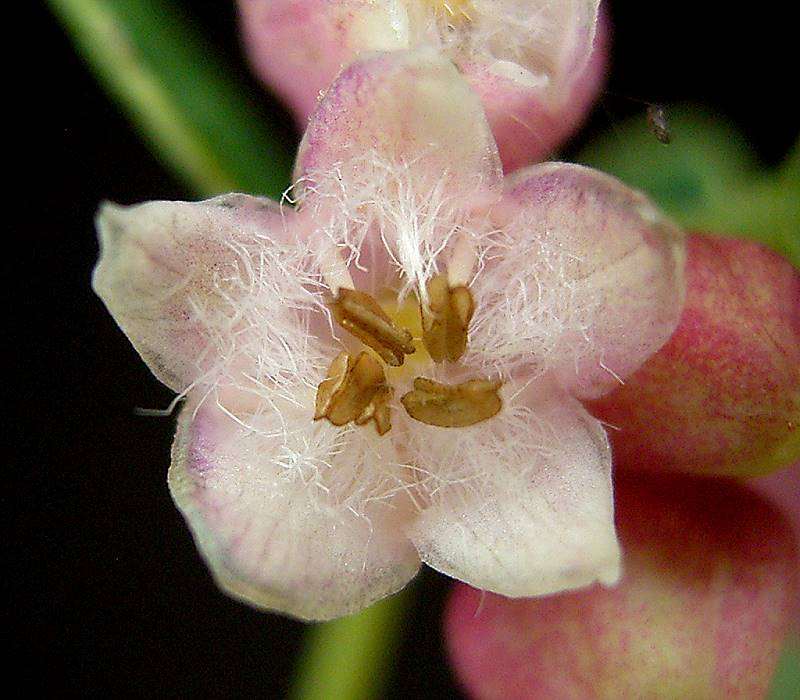
Detalle de la flor

Symphoricarpos albus es una especie de planta fanerógama leñosa en la familia Caprifoliaceae. Es nativa de Norteamérica.

## Distribución y hábitat
Se encuentra en gran parte de Canadá y el norte de Estados Unidos, donde crece en la montaña con sombra y humedad y en el hábitat forestal en montes y en las llanuras de inundación y riberas. Puede crecer en una amplia variedad de tipos de hábitat. Se ha naturalizado en partes de Gran Bretaña, donde se ha plantado como planta ornamental y una cubierta para la caza.

## Descripción
Se trata de un arbusto erecto de hoja caduca, con un rígido tallo principal ramificado, y a menudo varios más pequeños brotes a partir de un rizoma. Puede extenderse y colonizar un área para formar un denso matorral. Alcanza 2,1 m de altura máxima. Las hojas son dispuestos de forma opuesta en las ramas. Son generalmente ovaladas, y difieren en tamaño y forma, miden hasta 5 cm de largo, o ligeramente más grande en los brotes. La inflorescencia es un racimo de hasta 16 flores. Cada flor tiene un pequeño cáliz, de sépalos en forma de campana, redondeado la corola que es de aproximadamente 0,5 cm de largo y de color rosa brillante. El fruto es una baya carnosa de color blanco -como una drupa- de un centímetro de ancho que contiene dos semillas. La planta se reproduce por semillas a veces pero es principalmente vegetativa, con la reproducción brotando de su difusión rizoma.

## Ecología
Las aves dispersan las semillas después de comer la fruta. Este arbusto es una fuente importante de alimento para algunos animales, incluyendo el borrego cimarrón, el venado de cola blanca y los osos grizzly. y la ganadería, tales como el ganado y las ovejas. Muchas aves y mamíferos pequeños lo utilizan para comida y cobertura. Los tuzas excavan madrigueras debajo de ella durante el invierno.

## Usos
Los nativos americanos usaban la planta como una medicina y un jabón, y a veces para comida, y la madera era buena para la fabricación de flechas.
Este arbusto se utiliza para la erosión de control en las zonas ribereñas, y se planta en proyectos de restauración ecológica en sitios perturbados como las minas abandonadas. Sus frutos blancos hacen popular como planta ornamental.

## Taxonomía
Symphoricarpos albus fue descrita por (Carl Linnaeus) S.F.Blake y publicado en Rhodora 16(187): 118. 1914.
Etimología
Symphoricarpos: nombre genérico que deriva de las palabras griegas: συμφορειν ( symphorein ), que significa "llevar juntos", y καρπος ( karpos ), que significa "fruta." Se refiere a las bayas apretadas que producen las especies.
albus: epíteto latíno que significa "de color blanco"
Sinonimia
- Lonicera alba (L.) Druce
- Vaccinium album L.	basónimo
- Xylosteon album (L.) Moldenke	[6]

var. pauciflorus (J.W.Robbins) S.F.Blake
- Symphoricarpos pauciflorus (J.W. Robbins) Britton